# Centurion (gang)
 For alternative betydninger, se Centurion. (Se også artikler, som begynder med Centurion)
Centurion er en forening fra 1911 i  Storbritannien, hvor kravet til medlemskab var at gå 100 miles (ca. 161 km), på under 24 timer. 
I 2010 bliver der afviklet adskillige centurion-marcher årligt i blandt andet  i Storbritannien, Holland, USA og Australien.
Ved gennemførelse gives et diplom og ret til at kalde sig Centurion.
Den slags marcher er aldrig gennemført i Danmark

## Reference
- Centurions historie (engelsk) Arkiveret 14. juli 2013 hos  Wayback Machine